# Стрічка Іван
Стрічка Іван († бл. 1832 — 1833) — кобзар.

## Життєпис
Народився в селі Березівці Прилуцького повіту на Полтавщині.
Батько Іван і син Сакон Стрічки перші кобзарі-сліпці, яких помітили українські фольклористи. Це про них захоплено відгукувався Остап Вересай: «А один був Стрічка Іван-кобзар, і у нього був син Сакон-кобзар… Що то за люди були!»
В. Лукашевич записав від С. й опублікував думи «Самійло Кішка», «Івась Удовиченко-Коновченко» тощо.
Іван Стрічка знав найбільше зафіксованих наукою кобзарів дум — 13! Чотири записані на початку XIX ст. фольклористом Василем Ломиковським: Отаман Матяш, Іван Богуславець, Вдова Івана Сірка і Сірченки, Розмова Дніпра з Дунаєм — унікальні. Їх після Івана Стрічки вже ніхто з кобзарів не співав. А це справжні перлини українського народного героїчного епосу.
А ще виконував і ці думи: Втеча трьох братів з Азова, Дума про Івася Коновченка, Дума про Олексія Поповича, Дума про Хведора Безрідного, Дума про самарських братів, Прощання козака з сестрами, Дума про сестру та брата, Самійло Кішка, Вдова з Чичельниці.

## Репертуар дум
- «Самійло Кішка»,
- «Івась Удовиченко-Коновченко»
- Втеча трьох братів з Азова,
- Дума про Олексія Поповича,
- Дума про Хведора Безрідного,
- Дума про самарських братів,
- Прощання козака з сестрами,
- Дума про сестру та брата,
- Отаман Матяш,
- Іван Богуславець,
- Вдова Івана Сірка і Сірченки,
- Розмова Дніпра з Дунаєм
- Вдова з Чичельниці.

Невідомо, хто з кобзарів, батько чи син, першим розпрощався із світом. Відомо, що один з них (найімовірніше Іван) помер чи то 1832, чи 1833 році.